# Bactrocera cucurbitae
Bactrocera cucurbitae Coquillett, 1849 (mosca del melone) è una mosca della famiglia Tephritidae. È un insetto fitofago dell'ordine dei Diptera Brachycera, che crea gravi danni colturali, soprattutto nelle Hawaii.

## Identificazione

### Mosca adulta
La mosca del melone adulta misura da 6 a 8 mm di lunghezza. Caratteristiche distintive sono i disegni sulle sue ali, il suo lungo terzo segmento antennale, il dorso del torace giallo rossastro con disegni di colore giallo chiaro e la testa giallognola con macchie nere.

### Uovo
L'uovo è ellittico, lungo circa 2 mm e di colore bianco puro. È quasi piatto sulla superficie ventrale e più convesso sulla superficie dorsale. Spesso le uova sono leggermente incurvate in senso longitudinale.

### Larva
La larva è a forma di verme cilindrico, allungato, con l'estremità anteriore ristretta e leggermente curvata ventralmente. Possiede uncini boccali anteriori, aree ventrali fusiformi e l'estremità caudale appiattita. 
All'ultimo stadio le larve misurano da 7,5 a 11,8 mm di lunghezza. Il ventre ha aree fusiformi sui segmenti da 2 a 11. Le carinae boccali anteriori solitamente sono comprese tra 18 e 20. Gli spiracoli anteriori sono leggermente convessi se osservati lateralmente, con tubuli relativamente piccoli, mediamente in numero compreso tra 18 e 20.

### Pupa
Il pupario può essere di colore da rosso scuro o giallo marrone a bianco sporco e misura circa 5 – 6 mm di lunghezza.

## Descrizione del ciclo vitale
Il periodo di sviluppo dalla deposizione dell'uovo alla trasformazione nella forma adulta dura da 12 a 28 giorni.
La femmina può deporre fino a 1.000 uova. Le uova solitamente sono deposte nei nuovi frutti, ma talvolta sono deposte anche negli steli succulenti delle piante ospiti. Le uova sono depositate nelle cavità all'uopo create dalla femmina, utilizzando l'ovipositore appuntito.
La pupazione solitamente avviene nel suolo. Vi possono essere fino a 8-10 generazioni all'anno.

## Comportamento
La mosca del melone spesso è osservata sulla vegetazione bassa, con molte foglie, e sulla vegetazione succulenta in prossimità delle aree coltivate. Nei periodi caldi, si riposa sulle facce inferiori delle foglie e nelle aree ombreggiate. È un robusto insetto volante e solitamente vola nelle mattinate e nei pomeriggi. Si nutre di frutta in decomposizione, nettare, feci di uccelli e linfa.

## Distribuzione

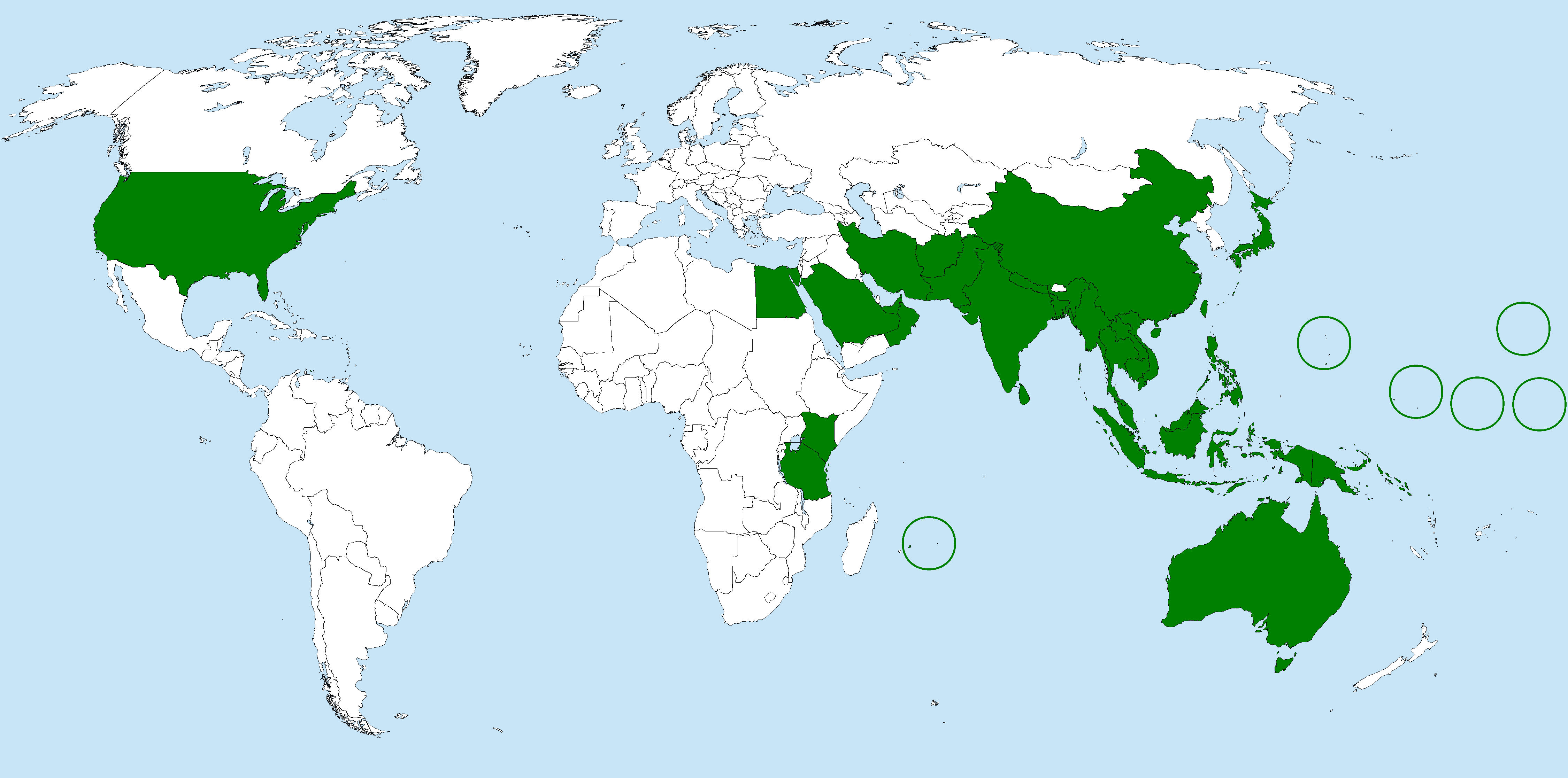
Distribuzione della B. cucurbitae.

La mosca del melone è nativa dell'India, dove è diffusa nella maggior parte del paese.
La si può ritrovare lungo la maggior parte dell'Asia meridionale, in parecchi paesi dell'Africa, alcuni gruppi di isole dell'Oceano Pacifico.
Negli Stati Uniti d'America, fu la prima specie di mosca della frutta tefritide ad essere classificata nelle isole Hawaii. Vi fu introdotta dal Giappone verso il 1895, e nel 1897, non appena osservata, era già divenuta un grave minaccia per le colture.
Non ancora individuata negli Stati Uniti d'America continentali, la Bactrocera cucurbitae è spesso intercettata nei porti.
Occasionalmente, quando si verifica un'infestazione, è subito eradicata. L'ultimo incidente di questo tipo scoperto nell'agosto 2010, in Kern County, California. L'area è attualmente in quarantena e un programma di attivazione.

## Piante ospiti

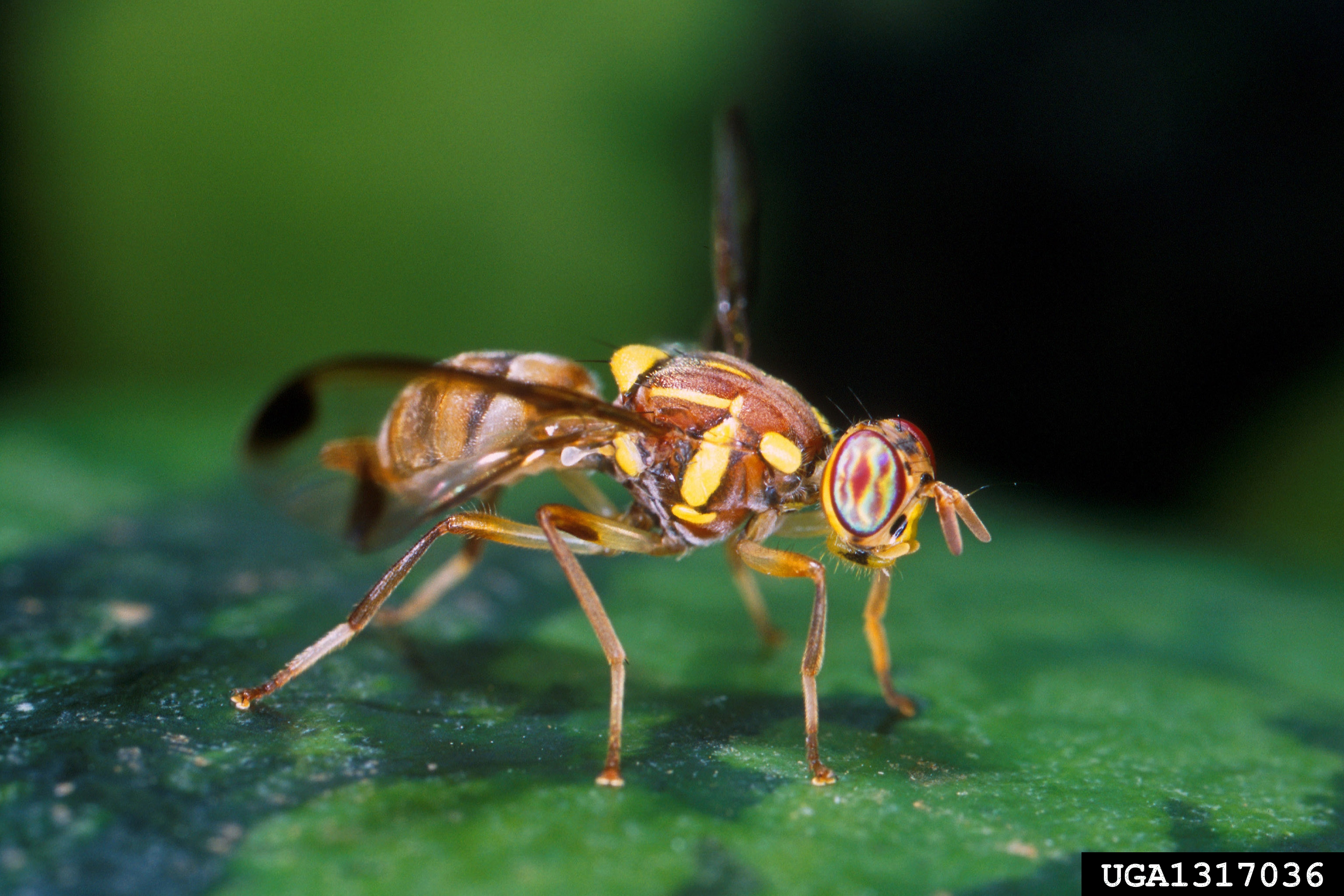
Mosca del melone adulta su una foglia

La mosca del melone utilizza almeno 125 piante ospiti. Tra gli altri, arreca gravi danni a pisello, Momordica charantia, Benincasa hispida, cetriolo, melanzana, fagiolino, Lagenaria siceraria, Luffa, melone, peperone, zucca, Cucurbitaceae, pomodoro, anguria e zucchini.

## Danni
Nella regione indomalese, la mosca del melone è considerata l'avversità più distruttiva dei meloni e di altre colture coltivate. Nelle Hawaii, ha causato danni seri alle colture di melone, cetriolo e pomodoro.
Essa può attaccare sia i fiori, sia lo stelo e il tessuto radicale e il frutto.

## Tecniche di gestione delle infestazioni

### Metodi di controllo non chimici

#### Meccanici
I due metodi di controllo meccanici più comuni sono il rivestimento dei frutti in sviluppo con una copertura protettiva e l'impiego di trappole con esche.

#### Colturali
La tecnica più efficace di gestione della coltura è la distruzione di tutti i frutti infestati e non commercializzabili e lo smaltimento dei residui colturali immediatamente dopo il raccolto.

#### Metodi biologici

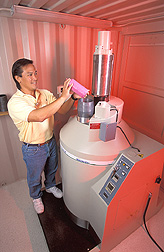
Un tecnico si prepara ad irradiare le pupe maschio della mosca del melone per sterilizzarle.

Tra il 1947 e il 1952, trentadue specie e varietà di nemici naturali delle mosche della frutta furono introdotte nelle Hawaii. Questi parassiti depongono le loro uova nelle uova o nelle larve e ne emergono allo stato di pupa.
Quando si utilizzarono i parassitoidi F. arisanus o P. fletcheri, che attaccarono contemporaneamente sia le uova sia le larve della mosca del melone, la soppressione dello sviluppo raggiunse il 56%.

#### Irraggiamento
La sterilizzazione del maschio di mosca del melone mediante irraggiamento si è rivelata efficace nel ridurre in maniera significativa il numero delle uova che si schiudono.

### Metodi chimici di controllo
Nelle esche, applicate sia ai rifugi delle mosche del melone sia, come spray, applicati alle colture, si utilizzano composti chimici tossici.
Gli attrattivi liquidi a base proteica negli insetticidi spray sono un metodo efficace per il controllo delle popolazioni di mosca del melone.
Questa esca insetticida è spruzzata sulle piante a foglia larga, che possono dare rifugio alla mosca. Queste esche attirano gli adulti a nutrirsi dello spray residuo.
Come attrattivi per le mosche del melone, si usano anche alcuni composti chimici, quali il benzilacetone.